# L'Estrella (Vilassar de Dalt)
L'Estrella és una obra de Vilassar de Dalt (Maresme) protegida com a Bé Cultural d'Interès Local.

## Descripció
Edifici de planta baixa i pis de formes molt simples. La planta baixa presenta pilars de ferro colat. L'immoble fou construït l'any 1890 per la societat de l'Estrella. Aquesta disposava d'una biblioteca, coral, teatre, economat i escola. L'any 1915 l'empresa fa fallida. L'any 1939 ho compra l'Ajuntament per instal·lar-hi el mercat municipal a la planta baixa. A la planta primera encara existeix el teatre, tot i que està tancat des d'abans de la Guerra Civil. La part de baix de la façana ha sofert modificacions.
L'any 1992 l'Ajuntament inicia unes obres de consolidació de la planta pis per reutilitzar l'espai del teatre.